# Mlînî, Hadeaci
Mlînî (în ucraineană Млини) este un sat în comuna Lîsivka din raionul Hadeaci, regiunea Poltava, Ucraina.

## Demografie
Componența lingvistică a localității Mlînî
     Ucraineană (96,62%)
     Rusă (3,38%)
Conform recensământului din 2001, majoritatea populației localității Mlînî era vorbitoare de ucraineană (96,62%), existând în minoritate și vorbitori de rusă (3,38%).